# Abigail

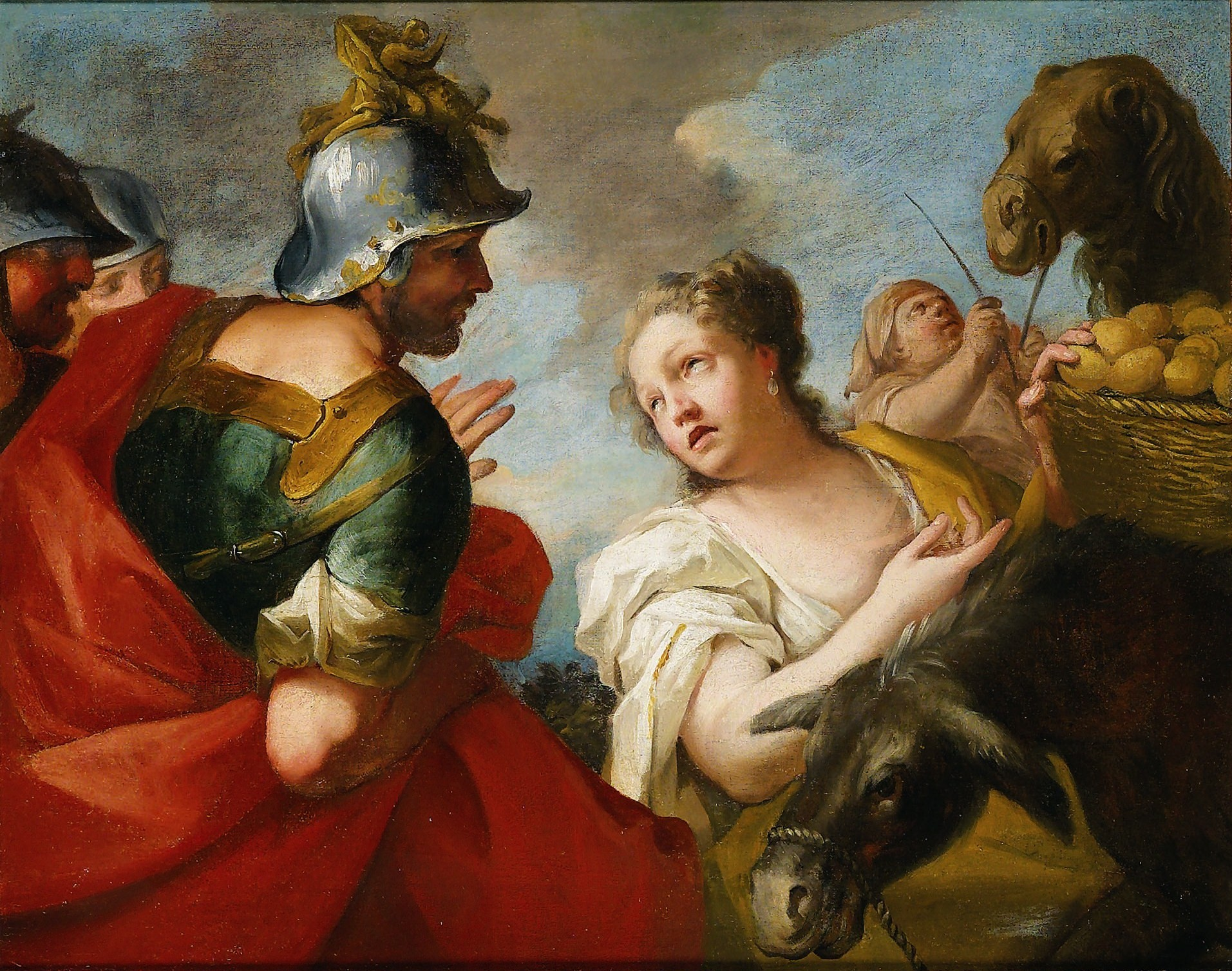
Abigail și David, pictură de Antonio Molinari

Abigail (scris uneori și Abigal), în ebraică: אֲבִיגַיִל sau אֲבִיגָיִל ("bucuria tatălui meu"), este un personaj feminin din Vechiul Testament, fiind menționată in Biblie ( Cartea 1 Samuel).
Conform textului biblic, a fost soția lui Nabal și ulterior a devenit soția regelui [[David (Biblie)|David].